# 清浄寺 (牧之原市)
雲海山 清浄寺（しょうじょうじ）は、静岡県牧之原市道場（どうじょう）にある時宗の寺院。

## 概略と沿革
弘安5年（1282年）、一遍の弟子の恵法によって建立されたと伝えられる。この地の勝間田荘にいた在庁官人の藤原長清（勝間田長清）は、遊行2代他阿真教と親しく、『夫木和歌抄』を編纂した。勝間田氏は境内に供養塔を建立している。
その後勝間田氏は文明8年（1476年）今川義忠と交戦して勝間田城は落城、この地から逃れて静岡県御殿場市周辺に辿り着いた。
今でも御殿場市には、カツマタ姓（勝又、且又、勝俣、勝股、且股、勝亦、勝間田、勝馬田）が非常に多い。
境内には承応3年（1654年）に造立された如意輪観音もあり、安産祈願で知られている。

## 交通アクセス
しずてつジャストライン仲町バス停留所（東海道本線藤枝駅から藤枝相良線で約50分）を下車し、徒歩10分程。

## 境内
熊野神社鎮守社

## 外部サイト
- 牧之原市観光協会
- 静岡観光おでかけガイド
- 清浄寺混合式石塔群